# 東洋散紋夜蛾
東洋散紋夜蛾（学名：Callopistria japonibia）为夜蛾科散紋夜蛾屬下的一个种。